# Pietro Porcarelli
Pietro Porcarelli (* 10. April 1948 in Rom) ist ein italienischer Diplomat im Ruhestand.

## Studium
1973 schloss er ein Studium der Wirtschaftswissenschaft an der Universität La Sapienza ab.

## Leben
1974 trat er in den auswärtigen Dienst.
Von 1977 bis 1979 war er Gesandtschaftssekretär erster Klasse in Maputo.
Von 1980 bis 1982 war er Konsul in Lausanne.
Von 1983 bis 1984 war er Konsul in Algier.
Von 1988 bis 1989 leitete er die Abteilung Asien und Afrika.
Von 1989 bis 1993 war er Gesandtschaftsrat in der Migrationsabteilung der Botschaft in Buenos Aires.
Von 1993 bis 1996 war er Gesandtschaftsrat in Lima.
Von 1997 bis 1998 leitete er die Personalabteilung in Rom.
Von 1998 bis 1999 leitete er die Visa Abteilung.
2000 leitete er die Abteilung VI Migration.
Von 2001 bis 2006 war er Botschafter in Guatemala.
Von Oktober 2009 bis 31. Januar 2013  war er Botschafter in Asunción.
| Vorgänger           | Amt                                                                    | Nachfolger                       |
| ------------------- | ---------------------------------------------------------------------- | -------------------------------- |
| Alessandro Serafini | Italienischer Botschafter in Guatemala 2001 bis 2006                   | Pio Luigi Teodorani Fabbri Pozzo |
| Benedetto Amari     | Italienischer Botschafter in Asunción Oktober 2009 bis 31. Januar 2013 | Gabriele Phillip Annis           |